# Heinrich-Emanuel-Merck-Schule
Die Heinrich-Emanuel-Merck-Schule in Darmstadt (kurz: HEMS) ist eine im Jahr 1985 neu gegründete Berufliche Schule. Sie ist Teil des Berufsschulzentrums Nord und liegt in der Nähe der Waldspirale. Die Schule wurde nach dem Gründer des gleichnamigen Pharmakonzerns benannt. Am 2. Februar 2016 verlieh der Hessische Kultusminister Ralph Alexander Lorz der HEMS den Status  „Selbstständige Berufliche Schule“.

## Bildungsangebot
- Berufliches Gymnasium mit den Schwerpunkten
  - Wirtschaft
  - Elektrotechnik
  - Datenverarbeitung
  - Gesundheit
  - Ernährung
- Fachoberschule mit Schwerpunkt Elektrotechnik
  - Organisationsform A (2-jährig)
  - Organisationsform B (1-jährig)
- Fachschule für Technik mit den Fachrichtungen
  - Elektrotechnik
  - Informationstechnik
- Berufsfachschule für Elektrotechnik
- Berufsschule mit den Ausbildungsberufen
  - Elektroanlagenmonteur
  - Elektroniker für Energie- und Gebäudetechnik
  - Informationselektroniker
  - Systemelektroniker
  - Fachinformatiker in allen Fachrichtungen
  - IT-Systemelektroniker
  - Kaufmann für IT-System-Management
  - Kaufmann für Digitalisierungsmanagement
- Höhere Berufsfachschule: Ausbildung zur/m IT-Assistenten/-Assistentin
- Berufsvorbereitung

## Geschichte
Die Heinrich-Emanuel-Merck-Schule hat ihren geschichtlichen Ursprung in einer im Jahr 1874 gegründeten Schule, welche erstmals eine schulische Ausbildung, die 4–6 Wochenstunden umfasste, anbot. Erst 1887 entstand eine kaufmännische Schule, welche vom „Darmstädter Handelsverein“ gegründet wurde. 1893 wurde diese Schule von der Handelskammer übernommen und bestand bis 1922. Die Schulzeit betrug 3 Jahre und lief – wie heute – parallel zu der beruflichen Ausbildung im Betrieb.

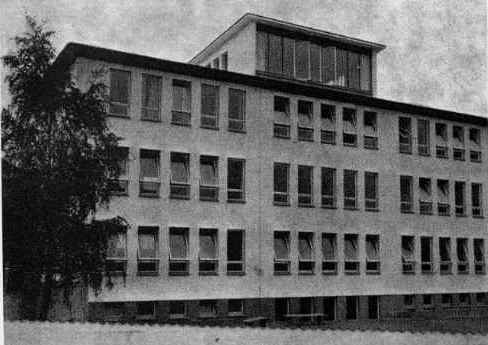
„Neues“ Schulhaus in der Stiftstraße

### Nachkriegszeit
Am 11. September 1944 wurden große Teile Darmstadts und auch die Schule zerstört. Durch den Bombenangriff wurde u. a. das Schularchiv und das staatliche Schulamt vernichtet, sodass aus der Zeit vor dem Krieg kaum Unterlagen vorhanden sind.
Erst am 19. Oktober 1950 erließ der Magistrat einen Beschluss zur Namensgebung: „Heinrich-Emanuel-Merck-Schule“. Dieser Beschluss war im Einvernehmen mit der Familie und der Firma Merck gefasst worden. Am 1. April 1952 wurde die einjährige Höhere Handelsschule, die während des Zweiten Weltkrieges ausgesetzt wurde, wiedereröffnet.
Am 14. November 1956 wurde das neue Schulhaus in der Stiftstraße eingeweiht und die Festschrift veröffentlicht.

### Neugründung und Gegenwart

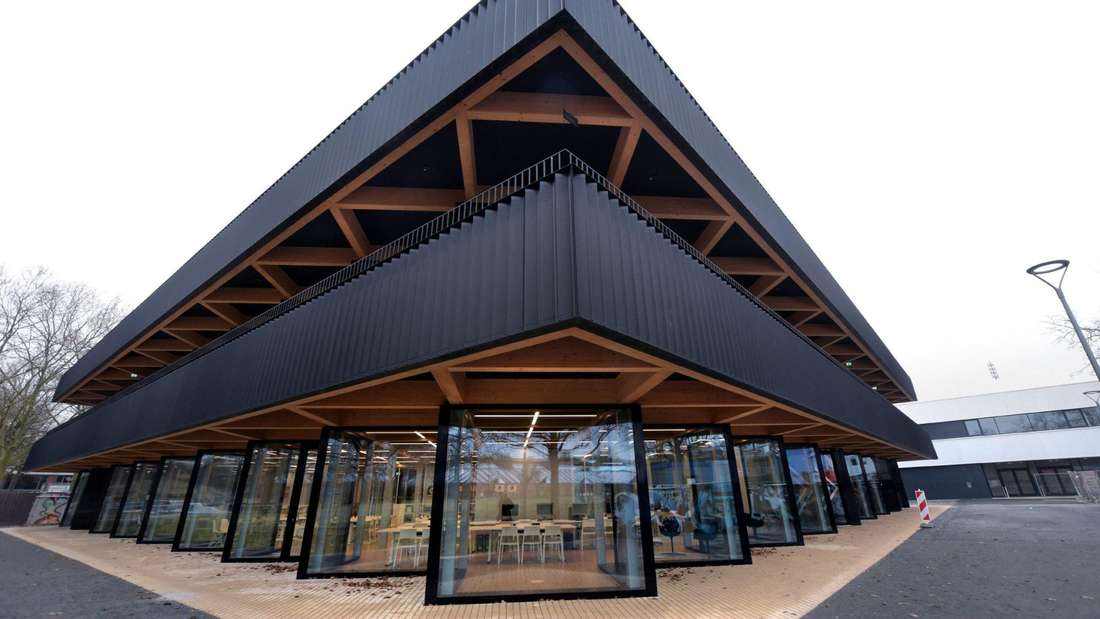
Aktuelle Außenansicht der HEMS

In den 1970er Jahren entwickelte die Stadt Darmstadt einen Plan, auf einem Gelände hinter dem Rhönring ein „Berufliches Schulzentrum“, das heutige Berufsschulzentrum Nord, zu erbauen. Dort wurden zunächst die Martin-Behaim-Schule und die Friedrich-List-Schule in zwei „Riegeln“ gebaut. Zunächst zog die Heinrich-Emanuel-Merck-Schule mit der Friedrich-List-Schule zusammen in den zweiten Riegel, da aber der Platz für zwei Schulen nicht ausreichte, wurde ein Teil der Klassen in die alte Schule in der Martin-Buber-Straße zurückverlagert. Als letzte Schule wurde die Heinrich-Emanuel-Merck-Schule im dritten Riegel gebaut und zog dort am 1. August 1985 ein.
Seit 1996 wird vollschulisch in der Informationstechnik zum Assistenten für Informationsverarbeitung ausgebildet. Mit den 1997 neu gegründeten IT-Ausbildungsberufen findet ein Paradigmenwechsel statt: Die Einführung der Lernfelder an Stelle der Unterrichtsfächer, die Verknüpfung von Ökonomie und Technik im berufsbezogene Unterricht und die Projektorganisation kennzeichnen den Berufsschulunterricht in diesem Ausbildungsbereich. Seit 1998 gibt es den neuen Schwerpunkt Datenverarbeitungstechnik auch im beruflichen Gymnasium.
Im Jahr 2009 machte das Ausstellungsprojekt Verstummte Stimmen kurzzeitig in der Heinrich-Emanuel-Merck-Schule Station. Im Juni 2015 feierte die HEMS ihr 15-jähriges Jubiläum „Internationale Berufsausbildung“ im Rahmen der EU-Berufsbildungsprogramme Leonardo da Vinci und Erasmus+.
2015 wurde der Schwerpunkt Ernährung und 2016 der Schwerpunkt Gesundheit im Beruflichen Gymnasium eingeführt.
Im Schuljahr 2022/23 zog die Heinrich-Emanuel-Merck-Schule in das neu sanierte Berufsschulzentrum Nord. Weiterhin verfügt die Schule nun über ein weiteres Gebäude, welches als Lernzentrums fungiert und eine Mensa beherbergt.

## Partnerschulen
- Frankreich: Lycée Auguste Loubatières in Agde[3]
- Österreich: Landesberufsschule Eibiswald in Eibiswald[4]
- Österreich: Berufsschule für Elektrotechnik und Mechatronik in Wien[5]
- Spanien: Institut Vall d’Hebron in Barcelona[4]
- Tschechien: Sšee in Sokolnice[4]
- Tschechien: Soue in Pilsen[4]
- Italien: ITT Buonarroti in Trient[4]

## Ehemalige Schüler
Der Buchautor Ahmet Cavuldak besuchte von 1995 bis 1998 die gymnasiale Oberstufe der Heinrich-Emanuel-Merck-Schule.

## Besonderheiten
- Umfangreiches Austauschprogramm mit den oben genannten Partnerschulen, sowie den Austauschpartnern Deutsche Telekom, entega, Deutsche Bahn, Merck, Evonik Degussa, Helmholtzzentrum für Schwerionenforschung, TU Darmstadt und mg.softec im Rahmen des Erasmus+ Projekts der EU.[3]
- Schule und Gesundheit (Bewegungsangebote und Suchtprävention als Mittel zu einer gesundheitsfördernden Schule)
- Schulweites WLAN für Schüler zur raumunabhängigen Arbeit mit Anbindung an das Glasfasernetz der TU Darmstadt
- Blended Learning: Lernplattformen und Portfolio-Arbeit wird in vielen Schulformen und Klassen eingesetzt
- Photovoltaik und Erneuerbare Energien: Seit 1992 ist eine 7 kW-Photovoltaikanlage auf dem Dach der Schule installiert, welche einen Beitrag zur Deckung des elektrischen Energiebedarfs der Schule leistet und ca. 6.000 kWh/Jahr elektrische Energie liefert. Nicht zuletzt ist sie aufgrund von (Aus-)Bildungszwecken installiert worden.
- Gravitationsdrehwaage: Das Cavendish-Experiment wird live über das Internet gestreamt, kann gestartet und nachvollzogen werden.[6]
- Gedenkstein für die Opfer des Nationalsozialismus[7]